# Bettant
Bettant és un municipi francès situat al departament de l'Ain i a la regió d'Alvèrnia-Roine-Alps. L'any 2007 tenia 711 habitants.

## Demografia

### Població
El 2007 la població de fet de Bettant era de 711 persones. Hi havia 296 famílies de les quals 80 eren unipersonals (12 homes vivint sols i 68 dones vivint soles), 96 parelles sense fills, 100 parelles amb fills i 20 famílies monoparentals amb fills.
La població ha evolucionat segons el següent gràfic:
Habitants censats

### Habitatges
El 2007 hi havia 353 habitatges, 302 eren l'habitatge principal de la família, 19 eren segones residències i 32 estaven desocupats. 324 eren cases i 28 eren apartaments. Dels 302 habitatges principals, 235 estaven ocupats pels seus propietaris, 62 estaven llogats i ocupats pels llogaters i 5 estaven cedits a títol gratuït; 2 tenien una cambra, 16 en tenien dues, 37 en tenien tres, 117 en tenien quatre i 129 en tenien cinc o més. 243 habitatges disposaven pel capbaix d'una plaça de pàrquing. A 135 habitatges hi havia un automòbil i a 142 n'hi havia dos o més.

### Piràmide de població
La piràmide de població per edats i sexe el 2009 era:
| Homes | Edats   | Dones |
| ----- | ------- | ----- |
| 0     | 95 o +  | 0     |
| 0     | 90 a 94 | 4     |
| 0     | 85 a 89 | 4     |
| 0     | 80 a 84 | 0     |
| 12    | 75 a 79 | 12    |
| 20    | 70 a 74 | 24    |
| 32    | 65 a 69 | 28    |
| 16    | 60 a 64 | 16    |
| 24    | 55 a 59 | 20    |
| 20    | 50 a 54 | 20    |
| 16    | 45 a 49 | 12    |
| 28    | 40 a 44 | 24    |
| 28    | 35 a 39 | 28    |
| 20    | 30 a 34 | 24    |
| 16    | 25 a 29 | 32    |
| 20    | 20 a 24 | 8     |
| 12    | 15 a 19 | 32    |
| 8     | 10 a 14 | 20    |
| 36    | 5 a 9   | 16    |
| 20    | 0 a 4   | 12    |

## Economia
El 2007 la població en edat de treballar era de 459 persones, 349 eren actives i 110 eren inactives. De les 349 persones actives 331 estaven ocupades (173 homes i 158 dones) i 18 estaven aturades (5 homes i 13 dones). De les 110 persones inactives 45 estaven jubilades, 39 estaven estudiant i 26 estaven classificades com a «altres inactius».

### Ingressos
El 2009 a Bettant hi havia 313 unitats fiscals que integraven 736,5 persones, la mediana anual d'ingressos fiscals per persona era de 19.733 €.

### Activitats econòmiques
Dels 16 establiments que hi havia el 2007, 3 eren d'empreses de construcció, 4 d'empreses de comerç i reparació d'automòbils, 1 d'una empresa de transport, 1 d'una empresa d'hostatgeria i restauració, 1 d'una empresa immobiliària, 2 d'empreses de serveis, 1 d'una entitat de l'administració pública i 3 d'empreses classificades com a «altres activitats de serveis».
Dels 8 establiments de servei als particulars que hi havia el 2009, 1 era una oficina de correu, 1 taller de reparació d'automòbils i de material agrícola, 2 fusteries, 1 lampisteria, 1 perruqueria, 1 restaurant i 1 agència immobiliària.
L'únic establiment comercial que hi havia el 2009 era una botiga de menys de 120 m².

## Equipaments sanitaris i escolars
El 2009 hi havia una escola elemental.

## Poblacions més properes
El següent diagrama mostra les poblacions més properes.